# Ruud Geels
Geertruida "Ruud" Maria Geels (Haarlem, 28 de julho de 1948 – 18 de novembro de 2023) foi um futebolista neerlandês, que atuou como atacante.
É o segundo melhor marcador da Eredivisie com 266 gols em 392 partidas.

## Carreira
Geels jogou pelo Ajax na década de 1970, com o qual conquistou a Eredivisie em 1977 e foi o artilheiro dessa competição nas temporadas de 1974–75, 1975–76, 1976–77 e 1977–78. Também atuou no Sparta Rotterdam, onde foi novamente o goleador da primeira divisão em 1981. Fez parte do elenco da Seleção Neerlandesa de Futebol que disputou a Copa do Mundo de 1974.

## Morte
Geels morreu em 18 de novembro de 2023, aos 75 anos.

## Estatísticas

### Clubes
| Equipe            | Temporada         | Campeonato nacional | Campeonato nacional | Copa nacional | Copa nacional | Competições continentais | Competições continentais | Total | Total |
| Equipe            | Temporada         | Jogos               | Gols                | Jogos         | Gols          | Jogos                    | Gols                     | Jogos | Gols  |
| ----------------- | ----------------- | ------------------- | ------------------- | ------------- | ------------- | ------------------------ | ------------------------ | ----- | ----- |
| Ajax              | 1974–75           | 36                  | 30                  | 2             | 3             | 5                        | 1                        | 43    | 37    |
| Ajax              | 1975–76           | 33                  | 29                  | 3             | 3             | 6                        | 11                       | 42    | 43    |
| Ajax              | 1976–77           | 34                  | 34                  | 1             | 0             | 2                        | 0                        | 37    | 34    |
| Ajax              | 1977–78           | 32                  | 30                  | 6             | 6             | 6                        | 3                        | 44    | 39    |
| Ajax              | Total             | 135                 | 123                 | 12            | 12            | 19                       | 15                       | 166   | 150   |
| Anderlecht        | 1978–79           | 29                  | 25                  | 7             | 9             | 4                        | 0                        | 40    | 34    |
| Anderlecht        | Total             | 29                  | 25                  | 7             | 9             | 4                        | 0                        | 40    | 34    |
| Total na carreira | Total na carreira | 164                 | 148                 | 19            | 21            | 23                       | 15                       | 206   | 184   |

## Títulos
Feyenoord
- Eredivisie: 1964–65, 1968–69
- Copa dos Países Baixos: 1964–65, 1968–69
- Liga dos Campeões da UEFA: 1969–70

Club Brugge
- Belgian Pro League: 1972–73

Ajax
- Eredivisie: 1976–77

Anderlecht
- Supercopa da UEFA: 1978

### Artilharias
- Eredivisie de 1974–75 (30 gols)
- Eredivisie de 1975–76 (29 gols)
- Copa da UEFA de 1975–76 (14 gols)
- Eredivisie de 1976–77 (34 gols)
- Eredivisie de 1977–78 (30 gols)
- Eredivisie de 1980–81 (22 gols)